# Кирило Вальницький
Кирило Валницький (пол. Kyryło Walnycki; нар. 1889, Марківці, Австро-Угорщина) — український громадський діяч у Галичині, депутат 2-го сейму Польської Республіки (1918—1939), журналіст.
У 1908 році він заснував у Львові москвофільську партію «Воля народу» («Народна воля»).
Редактор львівської газети «Воля народу», що видавалася спочатку російською, а згодом українською з 1921 по 1928 рік.
У 1920-х роках лідер лівої молоді москвофільської орієнтації, один із засновників Української селянсько-робітничої соціалістичної спілки (Сель-Роб).
У 1927 році разом із К. Пелехатим він покинув керівництво Сель-Робу, очоливши Сель-Роб-Лівицю, яка згодом трансформувалася в Сель-Роб-Єдність. Ця організація підтримала лінію Л. Кагановича у справі так званого «націоналістичного ухилу» О. Шумського.
У період з 1928 по 1930 рік Вальницький був депутатом польського сейму. У 1932 році він очолював західноукраїнську делегацію на міжнародному селянському конгресі в Берліні.
У 1932 році виїхав до СРСР. Заарештований і засуджений 1933 року. Помер у трудовому таборі близько 1937 року.
Він є автором книги «От Версаля до Генуи», виданої у Львові 1923 року.